# 近江雅人
近江 雅人（おうみ まさと、1966年9月17日  - ）は工学博士、大阪大学大学院医学系研究科教授。
専門は医用工学・生体光計測学・レーザ工学で、
1. 光コヒーレンストモグラフィ（OCT）による精神性発汗の動態解析
2. OCTによる末梢血管系の動態機能解析
3. 生体レーザアブレーション／光凝固層の光イメージングと応用
4. KTN波長可変光源を用いた高速SS-OCTの開発
5. OCTによるアレルギー性皮膚炎のin vivo観察
6. OCTによる掌蹠多汗症診断への応用

を主な研究テーマとしている。

## 来歴・人物
- 1990年、福井大学工学部電気工学科卒業
- 1992年、大阪大学大学院工学研究科電磁エネルギー工学専攻修士課程修了。
- 1995年、大阪大学大学院工学研究科電磁エネルギー工学専攻博士課程修了、大阪大学医学部助手。
- 2012年、大阪大学大学院医学系研究科教授。

## 特許・実用新案・意匠
- 断層計測装置及び断層計測方法，春名正光、林直人、近江雅人，特願2005-242418（登録），2005年08月
- 断層計測装置及び断層計測方法，春名正光、近江雅人、林直人，特願2005－089151（登録），2005年03月
- 断層像形成方法及びそのための装置，春名正光、近江雅人，特開2001-212086（登録），2000年02月，2001年08月
- 複屈折分布測定法，中井貞雄、井澤靖和、山中正宣、近江雅人，US Patent 5587793,European Patent 93117911（登録），1996年12月，2002年09月
- 光干渉法による測定対象物の屈折率と厚さの同時測定方法及びそのための装置，春名正光、近江雅人，特開平09-218016（登録），1996年09月，1997年08月
- 能動波長板，中井貞雄、井澤靖和、山中正宣、近江雅人，特開平06-296051（登録），1993年01月，1994年10月
- 固体レーザー発振システム，中井貞雄、中塚正大、山中正宣、近江雅人、山中千代衛，特開平05-82868（登録），1991年09月，1993年04月
- 固体レーザー発振器の発振器長さ調整法，中井貞雄、中塚正大、山中正宣、近江雅人，特開平05-82868（登録），1991年09月，1993年04月

## 受賞
- レーザー学会進歩賞，近江雅人、春名正光，レーザー学会，2010年05月
- ベストリサーチアワード，近江雅人、山﨑良、國澤直美、高橋元次、春名正光，生体医工学シンポジウム２００４，2004年09月